# Germans (Star Trek: La nova generació)
"Germans" (títol original en anglès "Brothers") és el tercer episodi de la quarta temporada de la sèrie de televisió de ciència-ficció estatunidenca Star Trek: La nova generació, i el 77è de tota la sèrie. Es va emetre originalment en redifusió als Estats Units el 8 d'octubre de 1990. Va ser escrit per Rick Berman i dirigit per Rob Bowman.
Ambientada al segle XXIV, la sèrie segueix les aventures de la tripulació de la nau de la Flota Estel·lar de la Federació Enterprise-D sota el comandament del capità Jean-Luc Picard. En aquest episodi, Commander Data (Brent Spiner) avorta una missió d'emergència i segresta l'Enterprise en resposta a una ordre de referència del seu "pare".

## Argument
Una broma equivocada entre dos germans joves exposa el més petit d'ells a un paràsit tòxic que no es pot tractar a bord de l'USS Enterprise, però la Dra. Crusher (Gates McFadden) és capaç d'estabilitzar la seva condició en un entorn controlat a la infermeria mentre la nau es dirigeix cap a una base estel·lar que pot curar el nen. Mentre el Comandant Data (Brent Spiner) escorta el germà gran per visitar el seu germà, de sobte s'atura i torna al pont on, sense ser vist per la tripulació, estableix un nou rumb per a la nau i activa una alarma de suport vital, provocant que s'ordeni l'evacuació del pont. El Capità Picard (Patrick Stewart) ordena a Geordi La Forge (LeVar Burton) que transfereixi els controls a l'Enginyeria mentre la resta de la tripulació del pont s'evacua, però Data es queda al pont, imita la veu de Picard i bloqueja el control de la nau amb un codi d'accés complex, evitant qualsevol interferència amb les seves accions. La tripulació descobreix el bloqueig de Data i desactiva manualment la funció de lloc a lloc del teletransport per evitar que Data es mogui fàcilment per la nau. Un cop l' Enterprise està en òrbita al voltant del planeta Terlina III, Data crea una seqüència programada de camps de força que li permeten moure's des del pont fins a la sala de transport més propera sense ser aturat per la seguretat, i després teletransportar-se al planeta, deixant l' Enterprise encara sota el seu bloqueig. Picard ordena a la seva tripulació que intenti anul·lar el bloqueig de Data de la nau, mentre que la Dra. Crusher intenta mantenir el nen infectat estabilitzat.
Data es troba a la casa del seu creador, el Dr. Noonien Soong (Brent Spiner). Soong afirma que li va trucar a Data mitjançant una forma de recuperació automàtica i fa un ajust manual a Data per tornar-lo a la normalitat. Mentre parlen, se'ls uneix Lore (Brent Spiner), involuntàriament també atret pel mateix record que va rebre Data, ja que Soong va suposar que Lore encara estava desmuntat. Lore expressa ressentiment cap al seu creador i comença a marxar, però s'atura quan Soong diu a les dues creacions que s'està morint i vol donar a Data un "xip d'emocions" que ha creat. Soong decideix descansar abans d'implantar el xip, deixant a Data i Lore parlant. Quan torna, procedeix a implantar el xip, però descobreix massa tard que Lore havia aconseguit desactivar Data i canviar de roba amb ell, de manera que ara posseeix el xip d'emoció. Soong intenta advertir a Lore que el xip no està dissenyat per a ell, però Lore en canvi fereix a Soong i es transporta fora del planeta.
La tripulació de l' Enterprise troba una manera d'enviar un equip al planeta, on descobreixen el Soong moribund i Data desactivat. Després de reactivar Data, no pot recordar res del que va fer a l' Enterprise per arribar a aquest planeta, fins que Soong li revela on pot trobar aquesta informació emmagatzemada als seus fitxers de memòria. Data demana disculpes a Soong perquè no podrà lamentar la seva pèrdua, però Soong li diu que ho farà a la seva manera. Després que Soong digui que desitja morir al planeta, l' Enterprise marxa i torna al seu curs cap a la instal·lació mèdica, on el nen malalt és tractat amb èxit. Data observa els germans jugant després de perdonar-se mútuament per l'accident, fet que el fa contemplar la seva pròpia germandat amb Lore.

## Repartiment i doblatge al català
La sèrie va ser doblada al català pels estudis Tramontana (primera part) i Soundtrack (segona part) i emesa a TV3 l’any 1991. Els dobladors de l'episodi foren:
| Personatge        | Actor/actriu    | Veu en català         |
| ----------------- | --------------- | --------------------- |
| Jean-Luc Picard   | Patrick Stewart | Joan Crosas           |
| William Riker     | Jonathan Frakes | Antoni Forteza        |
| Data              | Brent Spinner   | Joaquim Sota          |
| Geordi La Forge   | LeVar Burton    | Aleix Estadella       |
| Worf              | Michael Dorn    | Enric Arquimbau       |
| Beverly Crusher   | Gates McFadden  | Aurora Garcia         |
| Deanna Troi       | Marina Sirtis   | Victòria Pagès        |
| Wesley Crusher    | Will Wheaton    | Roger Pera            |
| Dr. Noonien Soong | Brent Spinner   | Vicenç Manel Domènech |
| Miles O'Brien     | Colm Meaney     | Xavier Fernández      |
| Jake Potts        | Cory Danziger   | Vicky Martínez        |
| Willie Potts      | Adam Ryen       | Elisabet Bargalló     |
| Alferes Kopf      | James Lashly    | Xavier Casan          |

## Producció
La història inicial de Rick Berman no implicava Lore. El personatge es va afegir per suggeriment de Michael Piller, que creia que la història necessitava un element de perill addicional. Piller va recordar: 

## Recepció
El 2012, Keith DeCandido va valorar "Germans" a tor.com com un episodi lleugerament superior a la mitjana de Star Trek: La nova generació. Va destacar la fantàstica interpretació de Spiner, en la qual interpreta magistralment tres personatges diferents. El segrest de l'Enterprise per part de Data també es va fer d'una manera molt emocionant. DeCandido es va mostrar molt decebut, però, que aquest incident, en què Data va demostrar ser un gran risc per a la seguretat de la nau, finalment va romandre completament sense conseqüències. També va criticar el fet que el perill imminent per a Willie Potts no se sentia real, perquè era completament clar per a l'espectador que els creadors de la sèrie no deixarien simplement morir un nen petit.
Empire va classificar "Germans" en el 19è lloc dels 50 capítols principals de tots els Star Trek el 2016.
El 2016, The Hollywood Reporter va classificar "Germans" com el 76è millor episodi de televisió de tots els programes de televisió de la franquícia d'Star Trek abans de Star Trek: Discovery, incloses les sèries d'acció en directe i d'animació, però sense comptar les pel·lícules. I van classificar "Germans" com el 21è dels 25 capítols principals de Star Trek: La nova generació el 2016.
L'any 2020, GameSpot va recomanar aquest episodi com a antecedents sobre el personatge de Data.

## Vídeo domèstic
El 27 de febrer de 1996 "Germans" i "Família" es van publicar a LaserDisc als Estats Units. "Germans" es va publicar amb la caixa del DVD de la quarta temporada de Star Trek: La nova generació, llançat als Estats Units el 3 de setembre de 2002.